# گابور دلنکی
گابور دلنکی (انگلیسی: Gábor Delneky; ۲۹ مهٔ ۱۹۳۲ – ۲۶ اکتبر ۲۰۰۸) شمشیرباز اهل مجارستان بود.
وی در مسابقات کشوری و بین‌المللی در مجموع برندهٔ ۱ مدال طلا، ۱ مدال نقره، ۱ مدال برنز شده‌است.